# The Crash (film, 2008)
Pour les articles homonymes, voir The Crash.
Pour plus de détails, voir Fiche technique et Distribution.
The Crash (Ching yan) est un film hongkongais réalisé par Dante Lam et sorti en 2008.

## Synopsis
À la suite d'une course poursuite avec un criminel, le sergent Tong cause la mort d'une fillette. Quelques mois plus tard, alors que tout le monde attend le procès, sa sœur jumelle est kidnappée sous ses yeux. Prêt à tout pour la sauver, il se lance alors à la poursuite du ravisseur.

## Distribution
- Nicholas Tse : Sergent Tong
- Jingchu Zhang : Ann Gao
- Nick Cheung : Hung
- Kai Chi Liu : Sun

## Récompenses
| Année | Prix                                  | Catégorie            | Lauréat     |
| ----- | ------------------------------------- | -------------------- | ----------- |
| 2009  | Hong Kong Film Critics Society Awards | Meilleur Acteur      | Nick Cheung |
| 2009  | Hong Kong Film Awards                 | Meilleur acteur      | Nick Cheung |
| 2009  | Hong Kong Film Awards                 | Meilleur second rôle | Liu Kai-chi |